# Mitre Peak
Mitre Peak (maor. Rahotu) – wys. 1692 m. jest charakterystyczną górą, ikoną Zatoki Milforda, jednym z najbardziej fotografowanych miejsc Nowej Zelandii.
Nazwa pochodzi od mitry, której kształt przypomina, a została nadana przez załogę statku badawczego HMS Acheron.
Swoją popularność, góra ta zawdzięcza położeniu w turystycznie popularnej Zatoce Milforda, leżącej w obszarze Fiordland National Park, gdzie kończy się najpopularniejszy szlak turystyczny Nowej Zelandii Milford Track.